# Sci alpino ai XVI Giochi olimpici invernali - Discesa libera femminile
Tra le competizioni dello sci alpino ai XVI Giochi olimpici invernali di Albertville 1992 la discesa libera femminile si disputò sabato 15 febbraio sulla pista Roc de Fer di Méribel; la canadese Kerrin Lee-Gartner vinse la medaglia d'oro, la statunitense Hilary Lindh quella d'argento e l'austriaca Veronika Wallinger quella di bronzo.
Detentrice uscente del titolo era la tedesca occidentale Marina Kiehl, che aveva vinto la gara dei XV Giochi olimpici invernali di Calgary 1988 disputata sul tracciato di Nakiska precedendo la svizzera Brigitte Oertli (medaglia d'argento) e la canadese Karen Percy (medaglia di bronzo); la campionessa mondiale in carica era l'austriaca Petra Kronberger, vincitrice a Saalbach-Hinterglemm 1991 davanti alla francese Nathalie Bouvier e alla sovietica Svetlana Gladyševa.

## Risultati
| Pos. | Pett. | Atleta              | Nazione           | Tempo   | Distacco |
| ---- | ----- | ------------------- | ----------------- | ------- | -------- |
| 1    | 12    | Kerrin Lee-Gartner  | Canada            | 1:52,55 |          |
| 2    | 16    | Hilary Lindh        | Stati Uniti       | 1:52,61 | +0,06    |
| 3    | 13    | Veronika Wallinger  | Austria           | 1:52,64 | +0,09    |
| 4    | 10    | Katja Seizinger     | Germania          | 1:52,67 | +0,12    |
| 5    | 11    | Petra Kronberger    | Austria           | 1:52,73 | +0,18    |
| 6    | 1     | Katrin Gutensohn    | Germania          | 1:53,71 | +1,16    |
| 7    | 4     | Barbara Sadleder    | Austria           | 1:53,81 | +1,26    |
| 8    | 14    | Svetlana Gladyševa  | Squadra Unificata | 1:53,85 | +1,30    |
| 9    | 15    | Miriam Vogt         | Germania          | 1:53,89 | +1,34    |
| 10   | 9     | Heidi Zurbriggen    | Svizzera          | 1:54,04 | +1,49    |
| 11   | 21    | Emi Kawabata        | Giappone          | 1:54,52 | +1,97    |
| 12   | 18    | Krista Schmidinger  | Stati Uniti       | 1:54,59 | +2,04    |
| 13   | 6     | Carole Merle        | Francia           | 1:54,73 | +2,18    |
| 13   | 17    | Heidi Zeller-Bähler | Svizzera          | 1:54,73 | +2,18    |
| 15   | 20    | Astrid Lødemel      | Norvegia          | 1:54,76 | +2,21    |
| 16   | 25    | Lucia Medzihradská  | Cecoslovacchia    | 1:54,78 | +2,23    |
| 17   | 7     | Régine Cavagnoud    | Francia           | 1:54,94 | +2,39    |
| 18   | 5     | Michaela Gerg       | Germania          | 1:54,99 | +2,44    |
| 19   | 24    | Tat'jana Lebedeva   | Squadra Unificata | 1:55,15 | +2,60    |
| 20   | 19    | Michelle McKendry   | Canada            | 1:55,61 | +3,06    |
| 21   | 22    | Marlis Spescha      | Svizzera          | 1:55,83 | +3,28    |
| 22   | 23    | Cathy Chedal        | Francia           | 1:55,91 | +3,36    |
| 23   | 27    | Marie-Pierre Gatel  | Francia           | 1:56,25 | +3,70    |
| 24   | 28    | Ľudmila Milanová    | Cecoslovacchia    | 1:57,85 | +5,30    |
| 25   | 3     | Edith Thys          | Stati Uniti       | 1:58,13 | +5,58    |
| 26   | 29    | Sachiko Yamamoto    | Giappone          | 1:58,52 | +5,97    |
| 27   | 26    | Svetlana Novikova   | Squadra Unificata | 1:59,18 | +6,63    |
| 28   | 30    | Mihaela Fera        | Romania           | 2:01,27 | +8,72    |
| 29   | 31    | Carolina Eiras      | Argentina         | 2:02,81 | +10,26   |
|      | 8     | Chantal Bournissen  | Svizzera          | DNF     | DNF      |
|      | 2     | Varvara Zelenskaja  | Squadra Unificata | DNS     | DNS      |

Legenda:

DNF = prova non completata

DNS = non partita

Pos. = posizione

Pett. = pettorale
Ore: 11.15 (UTC+1)

Pista: Roc de Fer

Partenza: 2 260 m s.l.m.

Arrivo: 1 432 m s.l.m.

Lunghezza: 2 770 m

Dislivello: 828 m

Porte: 40

Tracciatore: Bernhard Russi (FIS)